# تاماش شویک
تاماش شویُک (مجاری: Sulyok Tamás، زاده مارس ۱۹۵۶ در کیش‌کون‌فل‌ادیهازا) وکیل و رئیس‌جمهور مجارستان از سال ۲۰۲۴ است.